# Grande Prêmio de Reims
O Grande Prêmio de Reims foi uma corrida de ciclismo em pista organizada em Reims (França) pelo Bicycle Club Rémois entre 1897 e 1995. A sua criação foi patrocinada em 1897 pela Prefeitura de Reims, que dotou de uma subvenção de 1.000 francos para a organização de uma corrida num velódromo. O Grande Prêmio de Reims sobre estrada teve lugar pela primeira vez por motivo das terceiras festas federais da Union vélocipédique de France em Reims em 1927.

## História
Durante sua existência, os Grandes Prêmios de Reims de velocidade reuniram os maiores sprinters do mundo. Durante um destes Grandes Prêmios, um estudante de medicina de Reims, Ludovic, membro do BCR, conseguiu bater, na final ao prestigioso estado-unidense Frank Kramer
As competições tinham lugar na pista de a Haubette baixo à ponte de Muire em Tinqueux, uma pista de betão posteriormente convertida em estádio-velódromo.

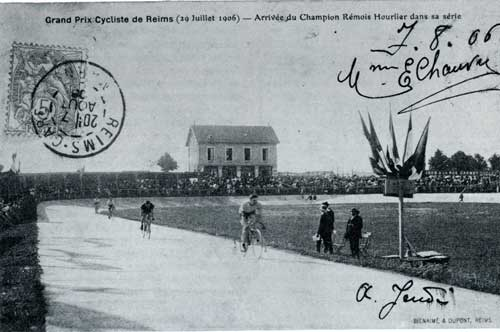
GP de Reims 1906 Léon Hourlier correndo em sua série.

## Palmarés
| Ano                 | Vencedor           | Segundo            | Terceiro              | Velódromo             |
| 1897                | Collomb            | Henri Merle        | Jean Gougoltz         | La Haubette           |
| 1898                | Robert Protin      | —                  | —                     | La Haubette           |
| 1899                | —                  | —                  | —                     | La Haubette           |
| 1900                | Robert Protin      | Jean Broka         | Collomb               | La Haubette           |
| 1901                | Edmond Jacquelin   | Louis Grogna       | Ludovic Morin         | La Haubette           |
| 1902                | —                  | —                  | —                     | La Haubette           |
| 1903                | —                  | —                  | —                     | La Haubette           |
| 1904                | —                  | —                  | —                     | La Haubette           |
| 1905                | Gabriel Poulain    | Gustav Schilling   | Walter Rütt           | La Haubette           |
| 1906                | Thorvald Ellegaard | Gabriel Poulain    | Émile Friol           | La Haubette           |
| 1907                | Émile Friol        | Gabriel Poulain    | Thorvald Ellegaard    | La Haubette           |
| 1908 (26 de abril)  | Walter Rütt        | Léon Hourlier      | —                     | —                     |
| 1908 (30 de agosto) | Léon Hourlier      | Victor Dupré       | Gustav Schilling      | La Haubette           |
| 1909 (26 de julho)  | Victor Dupré       | Julien Pouchois    | Gustav Schilling      | La Haubette           |
| 1910                | Émile Friol        | Fernand Fournous   | Charles Meurger       | La Haubette           |
| 1911                | —                  | —                  | —                     | La Haubette           |
| 1912                | Léon Hourlier      | André Perchicot    | Angelo Gardellin      | La Haubette           |
| 1913                | Léon Hourlier      | Julien Pouchois    | Gabriel Poulain       | La Haubette           |
| 1914 (21 de junho)  | Léon Hourlier      | Thorvald Ellegaard | Pierre Sergent        | La Haubette           |
| 1919                | —                  | —                  | —                     | La Haubette           |
| 1920                | —                  | —                  | —                     | La Haubette           |
| 1921                | —                  | —                  | Gabriel Poulain       | La Haubette           |
| 1922                | —                  | —                  | —                     | La Haubette           |
| 1923                | —                  | —                  | —                     | La Haubette           |
| 1924                | Alois De Graeve    | Joseph Peyrode     | Bernard Leene         | La Haubette           |
| 1925                | —                  | —                  | —                     | La Haubette           |
| 1926                | —                  | —                  | —                     | La Haubette           |
| 1927                | —                  | —                  | —                     | La Haubette           |
| 1928                | —                  | —                  | —                     | La Haubette           |
| 1929                | André Godinat      | —                  | —                     | La Haubette           |
| 1930                | —                  | —                  | —                     | La Haubette           |
| 1931                | —                  | —                  | —                     | La Haubette           |
| 1932                | —                  | —                  | —                     | La Haubette           |
| 1933                | —                  | —                  | —                     | La Haubette           |
| 1934                | Lucien Michard     | Louis Gérardin     | —                     | La Haubette           |
| 1935                | Jef Scherens       | Lucien Michard     | Albert Richter        | Stade Auguste-Delaune |
| 1936                | Lucien Michard     | Louis Gérardin     | Jef Scherens          | Stade Auguste-Delaune |
| —                   | —                  | —                  | Stade Auguste-Delaune |                       |
| 1959                | Maurice Munter     | —                  | —                     | Stade Auguste-Delaune |
| —                   | —                  | —                  | Stade Auguste-Delaune |                       |
| 1995                | Florian Rousseau   | Benoit Vêtu        | José Antonio Escuredo | Stade Auguste-Delaune |